# Even As You and I

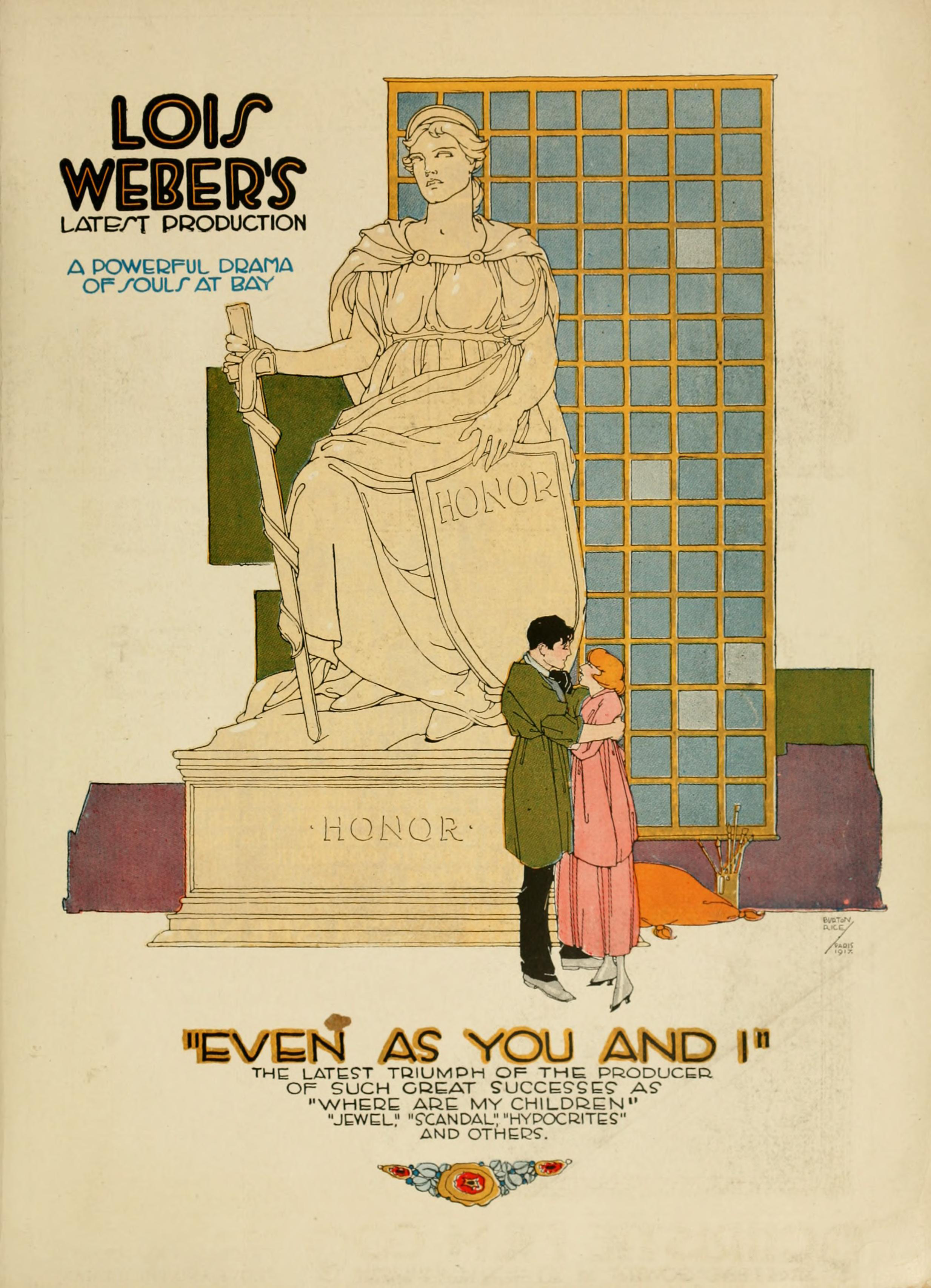
Affiche du film (graphisme de Burton Rice).

Even as You and I est un film américain réalisé par Lois Weber, sorti en 1917.

## Fiche technique
- Réalisation : Lois Weber

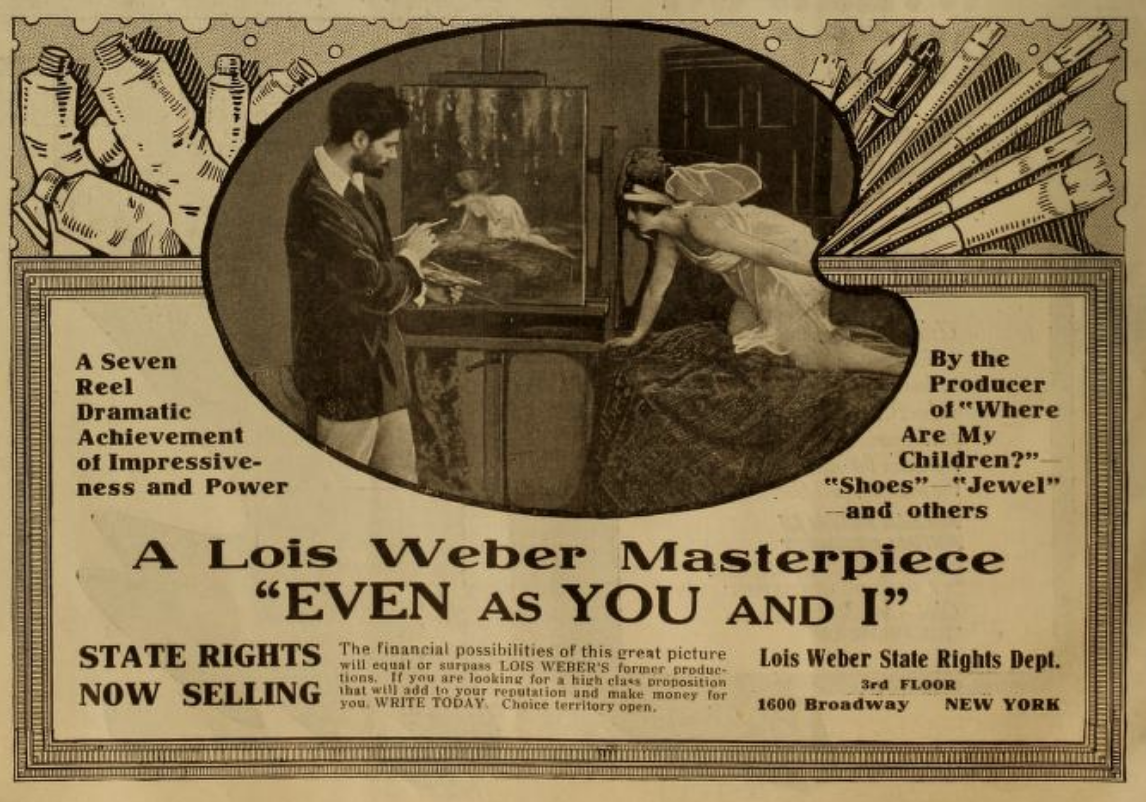
Annonce pour le film en avril 1917.

- Scénario : Maud Grange, F. McGrew Willis, Walter Woods
- Prduction : Universal Pictures
- Durée : 70 minutes
- Date de sortie : 1er avril 1917

## Distribution
- Ben F. Wilson : Carrillo
- Mignon Anderson : Selma
- Bertram Grassby : Artist
- Priscilla Dean : Artist's Wife
- Harry Carter : Saturniska
- Maude George : Cleo
- Hayward Mack : Jacques
- Earle Page : Stray
- Edwin Wallock : Wisdom
- Seymour Hastings : Experience